# Danique Noordman
Danique Noordman (Zwolle, 21 februari 2004) is een Nederlands voetbalster die uitkwam voor Ajax in de Eredivisie.

## Carrière
In 2019 maakte ze de overstap van haar jeugdclub FC Dalfsen naar Eredivisionist PEC Zwolle. Na haar eerste seizoen bij de beloften kreeg ze in haar tweede seizoen haar kans bij de hoofdmacht. Op 6 september 2020 maakte ze haar debuut in de Eredivisie in de thuiswedstrijd tegen ADO Den Haag. De speelde 72 minuten voordat ze werd gewisseld voor mededebutant Tess van Bentem. De wedstrijd werd met 1–0 gewonnen. In 2021 tekent ze een contract voor drie jaar met PEC Zwolle. In de zomer van 2023 maakte ze de overstap van Zwolle naar Amsterdam. Ze ondertekende een contract voor drie seizoenen bij landskampioen Ajax.

### Carrièrestatistieken
| Seizoen                         | Club            | Land            | Competitie         | Competitie | Competitie | Beker | Beker | Internationaal | Internationaal | Overig | Overig | Totaal | Totaal |
| Seizoen                         | Club            | Land            | Competitie         | Wed.       | Dlp.       | Wed.  | Dlp.  | Wed.           | Dlp.           | Wed.   | Dlp.   | Wed.   | Dlp.   |
| ------------------------------- | --------------- | --------------- | ------------------ | ---------- | ---------- | ----- | ----- | -------------- | -------------- | ------ | ------ | ------ | ------ |
| 2020/21                         | PEC Zwolle      | Nederland       | Vrouwen Eredivisie | 19         | 1          | 1     | 0     | –              | –              | 5      | 0      | 25     | 1      |
| 2021/22                         | PEC Zwolle      | Nederland       | Vrouwen Eredivisie | 22         | 3          | 2     | 1     | –              | –              | 0      | 0      | 24     | 4      |
| 2022/23                         | PEC Zwolle      | Nederland       | Vrouwen Eredivisie | 20         | 4          | 1     | 0     | –              | –              | 0      | 0      | 21     | 4      |
| 2023/24                         | Ajax            | Nederland       | Vrouwen Eredivisie | 0          | 0          | 0     | 0     | 0              | 0              | 0      | 0      | 0      | 0      |
| 2024/25                         | Ajax            | Nederland       | Vrouwen Eredivisie | 0          | 0          | 0     | 0     | 0              | 0              | 0      | 0      | 0      | 0      |
| Carrière totaal                 | Carrière totaal | Carrière totaal | Carrière totaal    | 61         | 8          | 4     | 1     | 0              | 0              | 5      | 0      | 70     | 9      |
| Bijgewerkt tot 17 augustus 2023 |                 |                 |                    |            |            |       |       |                |                |        |        |        |        |

## Interlandcarrière

### Nederland onder 20
Op 22 juni 2022 debuteerde Noordman bij het Nederland –20 in een vriendschappelijke wedstrijd tegen Mexico –20 (0–1).
| Interlands van Danique Noordman | Interlands van Danique Noordman | Interlands van Danique Noordman | Interlands van Danique Noordman | Interlands van Danique Noordman | Interlands van Danique Noordman |
| №                               | Datum                           | Wedstrijd                       | Uitslag                         | Soort wedstrijd                 | Doelpunten                      |
| Als speelster bij PEC Zwolle    | Als speelster bij PEC Zwolle    | Als speelster bij PEC Zwolle    | Als speelster bij PEC Zwolle    | Als speelster bij PEC Zwolle    | Als speelster bij PEC Zwolle    |
| ------------------------------- | ------------------------------- | ------------------------------- | ------------------------------- | ------------------------------- | ------------------------------- |
| 1.                              | 22 juni 2022                    | Mexico – Nederland              | 1 – 0                           | Vriendschappelijk               | 0                               |
| 2.                              | 28 juni 2022                    | Verenigde Staten – Nederland    | 2 – 2                           | Vriendschappelijk               | 1                               |
| 3.                              | 2 juli 2022                     | Duitsland – Nederland           | 1 – 0                           | Vriendschappelijk               | 0                               |
| 4.                              | 15 augustus 2022                | Verenigde Staten – Nederland    | 0 – 3                           | WK 2022 –20                     | 0                               |
| 5.                              | 18 augustus 2022                | Nederland – Ghana               | 4 – 1                           | WK 2022 –20                     | 0                               |
| 6.                              | 22 augustus 2022                | Nigeria – Nederland             | 0 – 2                           | WK 2022 –20                     | 0                               |
| 7.                              | 26 augustus 2022                | Spanje – Nederland              | 2 – 1                           | WK 2022 –20                     | 0                               |
| 8.                              | 29 augustus 2022                | Nederland – Brazilië            | 1 – 4                           | WK 2022 –20                     | 0                               |

### Nederland onder 19
Op 18 september 2021 debuteerde Noordman bij het Nederland –19 in een vriendschappelijke wedstrijd tegen Mexico –19 (7–0).
| Interlands van Danique Noordman | Interlands van Danique Noordman | Interlands van Danique Noordman | Interlands van Danique Noordman | Interlands van Danique Noordman | Interlands van Danique Noordman |
| №                               | Datum                           | Wedstrijd                       | Uitslag                         | Soort wedstrijd                 | Doelpunten                      |
| Als speelster bij PEC Zwolle    | Als speelster bij PEC Zwolle    | Als speelster bij PEC Zwolle    | Als speelster bij PEC Zwolle    | Als speelster bij PEC Zwolle    | Als speelster bij PEC Zwolle    |
| ------------------------------- | ------------------------------- | ------------------------------- | ------------------------------- | ------------------------------- | ------------------------------- |
| 1.                              | 18 september 2021               | Nederland – Mexico              | 7 – 0                           | Vriendschappelijk               | 0                               |
| 2.                              | 21 september 2021               | Nederland – Mexico              | 1 – 2                           | Vriendschappelijk               | 0                               |
| 3.                              | 20 oktober 2021                 | Nederland – Oekraïne            | 4 – 1                           | Kwalificatie EK –19 2022        | 0                               |
| 4.                              | 23 oktober 2021                 | Nederland – Oostenrijk          | 0 – 1                           | Kwalificatie EK –19 2022        | 0                               |
| 5.                              | 26 oktober 2021                 | Schotland – Nederland           | 0 – 3                           | Kwalificatie EK –19 2022        | 0                               |
| 6.                              | 26 november 2021                | Noorwegen – Nederland           | 0 – 4                           | Vriendschappelijk               | 0                               |
| 7.                              | 29 november 2021                | Nederland – Engeland            | 1 – 0                           | Vriendschappelijk               | 1                               |
| 8.                              | 6 april 2022                    | Portugal – Nederland            | 0 – 2                           | Kwalificatie EK –19 2022        | 0                               |
| 9.                              | 9 april 2022                    | Nederland – Roemenië            | 5 – 0                           | Kwalificatie EK –19 2022        | 1                               |
| 10.                             | 12 april 2022                   | Nederland – Spanje              | 2 – 2                           | Kwalificatie EK –19 2022        | 0                               |
| 11.                             | 4 oktober 2022                  | Griekenland – Nederland         | 1 – 1                           | Kwalificatie EK –19 2023        | 0                               |
| 12.                             | 7 oktober 2022                  | Nederland – Turkije             | 6 – 0                           | Kwalificatie EK –19 2023        | 0                               |
| 13.                             | 10 oktober 2022                 | Nederland – Zweden              | 2 – 0                           | Kwalificatie EK –19 2023        | 1                               |
| 14.                             | 11 november 2022                | Noorwegen – Nederland           | 0 – 3                           | Vriendschappelijk               | 1                               |
| 15.                             | 14 november 2022                | Nederland – Engeland            | 2 – 1                           | Vriendschappelijk               | 1                               |
| 16.                             | 16 februari 2023                | Nederland – Zwitserland         | 2 – 0                           | Vriendschappelijk               | 0                               |
| 17.                             | 21 februari 2023                | Nederland – Spanje              | 2 – 1                           | Vriendschappelijk               | 0                               |
| 18.                             | 5 april 2023                    | Nederland – Bulgarije           | 5 – 0                           | Kwalificatie EK –19 2023        | 0                               |
| 19.                             | 8 april 2023                    | Nederland – België              | 2 – 1                           | Kwalificatie EK –19 2023        | 0                               |
| 20.                             | 11 april 2023                   | Finland – Nederland             | 0 – 2                           | Kwalificatie EK –19 2023        | 0                               |

### Nederland onder 17
Op 22 oktober 2019 debuteerde Noordman bij het Nederland –17 in een kwalificatie wedstrijd tegen Letland –17 (6–0).
| Interlands van Danique Noordman | Interlands van Danique Noordman | Interlands van Danique Noordman | Interlands van Danique Noordman | Interlands van Danique Noordman | Interlands van Danique Noordman |
| №                               | Datum                           | Wedstrijd                       | Uitslag                         | Soort wedstrijd                 | Doelpunten                      |
| Als speelster bij PEC Zwolle    | Als speelster bij PEC Zwolle    | Als speelster bij PEC Zwolle    | Als speelster bij PEC Zwolle    | Als speelster bij PEC Zwolle    | Als speelster bij PEC Zwolle    |
| ------------------------------- | ------------------------------- | ------------------------------- | ------------------------------- | ------------------------------- | ------------------------------- |
| 1.                              | 22 oktober 2019                 | Nederland – Letland             | 6 – 0                           | Kwalificatie EK –17 2020        | 1                               |
| 2.                              | 28 oktober 2019                 | Portugal – Nederland            | 1 – 1                           | Kwalificatie EK –17 2020        | 0                               |
| 3.                              | 4 december 2019                 | Nederland – Denemarken          | 2 – 1                           | Vriendschappelijk               | 0                               |
| 4.                              | 6 december 2019                 | Nederland – Denemarken          | 2 – 1                           | Vriendschappelijk               | 0                               |
| 5.                              | 26 februari 2020                | België – Nederland              | 1 – 4                           | Vriendschappelijk               | 0                               |

### Nederland onder 16
Op 5 december 2018 debuteerde Noordman bij het Nederland –16 in een vriendschappelijke wedstrijd tegen Engeland –16 (0–0).
| Interlands van Danique Noordman | Interlands van Danique Noordman | Interlands van Danique Noordman | Interlands van Danique Noordman | Interlands van Danique Noordman | Interlands van Danique Noordman |
| №                               | Datum                           | Wedstrijd                       | Uitslag                         | Soort wedstrijd                 | Doelpunten                      |
| Als speelster bij FC Dalfsen    | Als speelster bij FC Dalfsen    | Als speelster bij FC Dalfsen    | Als speelster bij FC Dalfsen    | Als speelster bij FC Dalfsen    | Als speelster bij FC Dalfsen    |
| ------------------------------- | ------------------------------- | ------------------------------- | ------------------------------- | ------------------------------- | ------------------------------- |
| 1.                              | 5 december 2018                 | Nederland – Engeland            | 0 – 0                           | Vriendschappelijk               | 0                               |
| 2.                              | 7 december 2018                 | Nederland – Engeland            | 4 – 2                           | Vriendschappelijk               | 1                               |
| 3.                              | 14 februari 2019                | Nederland – Schotland           | 1 – 1                           | Vriendschappelijk               | 0                               |
| 4.                              | 16 februari 2019                | Duitsland – Nederland           | 0 – 0                           | Vriendschappelijk               | 0                               |
| 5.                              | 18 februari 2019                | Nederland – Portugal            | 1 – 3                           | Vriendschappelijk               | 0                               |
| Als speelster bij PEC Zwolle    |                                 |                                 |                                 |                                 |                                 |
| 6.                              | 2 juli 2019                     | Zweden – Nederland              | 3 – 1                           | Vriendschappelijk               | 0                               |
| 7.                              | 4 juli 2019                     | Nederland – Engeland            | 0 – 2                           | Vriendschappelijk               | 0                               |
| 8.                              | 6 juli 2019                     | Nederland – Finland             | 2 – 0                           | Vriendschappelijk               | 0                               |
| 9.                              | 8 juli 2019                     | Noorwegen – Nederland           | 3 – 3                           | Vriendschappelijk               | 1                               |

### Nederland onder 15
Op 18 april 2018 debuteerde Noordman bij het Nederland –15 in een vriendschappelijke wedstrijd tegen Duitsland –15 (0–3).
| Interlands van Danique Noordman | Interlands van Danique Noordman | Interlands van Danique Noordman | Interlands van Danique Noordman | Interlands van Danique Noordman | Interlands van Danique Noordman |
| №                               | Datum                           | Wedstrijd                       | Uitslag                         | Soort wedstrijd                 | Doelpunten                      |
| Als speelster bij SV Dalfsen    | Als speelster bij SV Dalfsen    | Als speelster bij SV Dalfsen    | Als speelster bij SV Dalfsen    | Als speelster bij SV Dalfsen    | Als speelster bij SV Dalfsen    |
| ------------------------------- | ------------------------------- | ------------------------------- | ------------------------------- | ------------------------------- | ------------------------------- |
| 1.                              | 18 april 2018                   | Nederland – Duitsland           | 0 – 3                           | Vriendschappelijk               | 0                               |
| 2.                              | 10 juni 2018                    | Nederland – Verenigde Staten    | 1 – 2                           | Vriendschappelijk               | 0                               |
| 3.                              | 12 juni 2018                    | Nederland – Verenigde Staten    | 2 – 2                           | Vriendschappelijk               | 0                               |